# Liste der Kulturdenkmale in Netzschkau

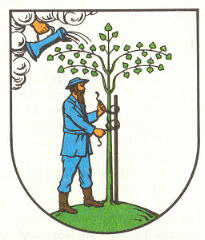
Wappen von Netzschkau

In der Liste der Kulturdenkmale in Netzschkau sind die Kulturdenkmale der sächsischen Stadt Netzschkau verzeichnet, die bis November 2019 vom Landesamt für Denkmalpflege Sachsen erfasst wurden (ohne archäologische Kulturdenkmale). Die Anmerkungen sind zu beachten.
Diese Aufzählung ist eine Teilmenge der Liste der Kulturdenkmale im Vogtlandkreis.

## Netzschkau
| Bild                                    | Bezeichnung | Lage                                                 | Datierung                                        | Beschreibung | ID       |
| --------------------------------------- | --- | ---------------------------------------------------- | ------------------------------------------------ | --- | -------- |
| Weitere Bilder                          | Göltzschtalbrücke | (Flurstück 557/36) (Karte)                           | 1846–1851                                        | Größte Eisenbahn-Ziegelbrücke der Welt, ursprünglich für die Bahnstrecke Leipzig–Hof (6362, 6377; sä. LH), überregional bedeutendes Denkmal der Verkehrsgeschichte, von besonderer landschaftsprägender Wirkung | 09209786 |
|                                         | Villa mit Einfriedung und Garten                                                                                         | Andreas-Schubert-Straße 4 (Karte)                    | Um 1895                                          | Gebäude im Neorenaissancestil, baugeschichtliche Bedeutung | 09209341 |
| Weitere Bilder                          | Empfangsgebäude sowie Schuppen des Bahnhofs                                                                              | Bahnhofstraße (Karte)                                | 1879                                             | Bahnhof an der Bahnstrecke Leipzig–Hof (6362, 6377; sä. LH) im Rundbogenstil des 19. Jahrhunderts, ortsgeschichtlich und eisenbahngeschichtlich von Bedeutung | 09246523 |
| Direkt Bild zu diesem Denkmal hochladen | Mietshaus in geschlossener Bebauung                                                                                      | Bahnhofstraße 4 (Karte)                              | Um 1895                                          | Mit Laden, baugeschichtliche Bedeutung | 09246511 |
| Direkt Bild zu diesem Denkmal hochladen | Mietshaus in geschlossener Bebauung                                                                                      | Bahnhofstraße 7 (Karte)                              | Um 1890                                          | Mit Laden, vergleichsweise aufwändige Fassadengliederung, baugeschichtliche Bedeutung | 09246510 |
| Direkt Bild zu diesem Denkmal hochladen | Mietshaus in geschlossener Bebauung                                                                                      | Bahnhofstraße 13 (Karte)                             | Um 1900                                          | Mit Laden, baugeschichtliche Bedeutung | 09246508 |
| Direkt Bild zu diesem Denkmal hochladen | Mietshaus in Ecklage in geschlossener Bebauung                                                                           | Bahnhofstraße 17 (Karte)                             | Um 1895                                          | Mit Laden, schlichter Bau in Klinkerbauweise, baugeschichtliche Bedeutung | 09246506 |
| Direkt Bild zu diesem Denkmal hochladen | Postamt | Bahnhofstraße 33 (Karte)                             | Um 1895                                          | Qualitätvoller Klinkerbau von ortsgeschichtlichem und städtebaulichem Wert | 09246521 |
|                                         | Ketzels Mühle mit technischer Ausstattung sowie Remisengebäude                                                           | Brückenstraße 6 (Karte)                              | Im Kern 1885, 1904                               | Gebäudekomplex von historischer Bedeutung und landschaftsgestaltendem Wert | 09209344 |
| Weitere Bilder                          | Fabrikantenvilla mit Einfriedung                                                                                         | Brückenstraße 6b (Karte)                             | 1895                                             | Ursprünglich zur benachbarten Mühle gehörend, bau- und ortsgeschichtliche Bedeutung | 09209343 |
| Direkt Bild zu diesem Denkmal hochladen | Ehemaliges Küchengebäude der Baustelle Göltzschtalbrücke, heute Wohnhaus                                                 | Brückenstraße 11 (Karte)                             | Um 1845                                          | Denkmal der Ortsgeschichte | 09209784 |
| Weitere Bilder                          | Empfangsgebäude, Wirtschaftsgebäude, Beamtenwohnhaus mit Nebengebäude sowie Güterschuppen des Bahnhofs Göltzschtalbrücke | Brückenstraße 31, 32 (Karte)                         | 1903                                             | Bahnhofsgebäude an der Bahnstrecke Reichenbach–Göltzschtalbrücke (6647; sä. RMG) und Eisenbahnstrecke Bahnstrecke Lengenfeld–Göltzschtalbrücke (6667; sä. LMG) von eisenbahngeschichtlicher Bedeutung | 09209340 |
| Direkt Bild zu diesem Denkmal hochladen | Mietshaus in Ecklage in halboffener Bebauung                                                                             | Carolastraße 6 (Karte)                               | 1900                                             | Zeittypischer späthistoristischer Klinkerbau, baugeschichtliche Bedeutung | 09209338 |
| Direkt Bild zu diesem Denkmal hochladen | Gebäude einer einheitlich geplanten Häuserzeile des Reformstils                                                          | Elisabethstraße 13 (Karte)                           | Um 1910                                          | Baugeschichtliche und städtebauliche Bedeutung | 09302747 |
| Direkt Bild zu diesem Denkmal hochladen | Gebäude einer einheitlich geplanten Häuserzeile des Reformstils                                                          | Elisabethstraße 15 (Karte)                           | Um 1910                                          | Baugeschichtliche und städtebauliche Bedeutung | 09302748 |
| Direkt Bild zu diesem Denkmal hochladen | Gebäude einer einheitlich geplanten Häuserzeile des Reformstils                                                          | Elisabethstraße 17 (Karte)                           | Um 1910                                          | Baugeschichtliche und städtebauliche Bedeutung | 09302749 |
| Direkt Bild zu diesem Denkmal hochladen | Gebäude einer einheitlich geplanten Häuserzeile des Reformstils                                                          | Elisabethstraße 19 (Karte)                           | Um 1910                                          | Baugeschichtliche und städtebauliche Bedeutung | 09302750 |
| Direkt Bild zu diesem Denkmal hochladen | Wohn- und Geschäftshaus in Ecklage in geschlossener Bebauung                                                             | Ferdinand-Freiligrath-Straße 1 (Karte)               | Um 1895                                          | Baugeschichtliche und städtebauliche Bedeutung | 09246505 |
| Direkt Bild zu diesem Denkmal hochladen | Wohnhaus in geschlossener Bebauung                                                                                       | Fritz-Reuter-Straße 1 (Karte)                        | Um 1880                                          | Spätklassizistisch, baugeschichtliche Bedeutung | 09246528 |
| Direkt Bild zu diesem Denkmal hochladen | Fabrikantenvilla mit Einfriedung und Garten                                                                              | Georg-Herwegh-Straße 2 (Karte)                       | Bezeichnet mit 1903                              | Bemerkenswerte Innenausstattung, bau- und ortsgeschichtliche sowie künstlerische Bedeutung | 09209349 |
| Direkt Bild zu diesem Denkmal hochladen | Mietshaus in Ecklage in geschlossener Bebauung                                                                           | Georgstraße 1 (Karte)                                | Um 1895                                          | Baugeschichtliche und städtebauliche Bedeutung | 09209336 |
| Direkt Bild zu diesem Denkmal hochladen | Mietshaus in Ecklage in geschlossener Bebauung                                                                           | Georgstraße 9 (Karte)                                | Um 1895                                          | Baugeschichtliche und städtebauliche Bedeutung | 09209337 |
| Direkt Bild zu diesem Denkmal hochladen | Villa mit Garten und Einfriedung                                                                                         | Georgstraße 11 (Karte)                               | 1890                                             | Bau- und ortsgeschichtlicher sowie künstlerischer Wert | 09209348 |
| Direkt Bild zu diesem Denkmal hochladen | Mietshaus in Ecklage in geschlossener Bebauung                                                                           | Goethestraße 2 (Karte)                               | Um 1900                                          | Baugeschichtliche und städtebauliche Bedeutung | 09246543 |
| Direkt Bild zu diesem Denkmal hochladen | Mietshaus in Ecklage in geschlossener Bebauung                                                                           | Heinrich-Heine-Straße 11 (Karte)                     | Um 1905                                          | Baugeschichtliche Bedeutung, bildprägend | 09246522 |
| Direkt Bild zu diesem Denkmal hochladen | Wohnhaus in offener Bebauung                                                                                             | Hohle Gasse 2a (Karte)                               | Um 1930                                          | Zeittypisches Einfamilienhaus, vermutlich Holzfertigteilhaus der Firma Christoph & Unmack aus Niesky, besondere baugeschichtliche Bedeutung | 09246532 |
| Direkt Bild zu diesem Denkmal hochladen | Zwei Speditionswagen der ehemaligen Firmen Wilhelm Dietzsche und Schumann Werdau                                         | Jägerstraße 1 (Karte)                                | Um 1870                                          | Vermutlich letzte erhaltene Speditionswagen beider Firmen aus der Zeit vor 1900 in Sachsen. Im Nahverkehr als Pferdefuhrwerke betrieben, für den Fernverkehr auf Eisenbahnwaggons verladen. | 09246531 |
| Direkt Bild zu diesem Denkmal hochladen | Mietshaus mit Resten der Einfriedung in halboffener Bebauung                                                             | Lessingstraße 8 (Karte)                              | Um 1905                                          | Von baugeschichtlichem Wert | 09246514 |
| Direkt Bild zu diesem Denkmal hochladen | Turnhalle (siehe auch Schulgebäude, Schulstraße 3 und 5)                                                                 | Lindenstraße 2 (Karte)                               | 1929                                             | Putzbau mit Klinkergliederung, baugeschichtlich und ortsgeschichtlich von Bedeutung | 09302753 |
| Direkt Bild zu diesem Denkmal hochladen | Pfarrhaus und Einfriedung                                                                                                | Lindenstraße 3 (Karte)                               | 1930er Jahre                                     | Bau- und ortsgeschichtliche Relevanz | 09209360 |
| Direkt Bild zu diesem Denkmal hochladen | Wohnhaus in Ecklage in geschlossener Bebauung                                                                            | Markt 8 (Karte)                                      | Um 1890                                          | Repräsentativer Putzbau von städtebaulicher Bedeutung | 09209351 |
| Weitere Bilder                          | Rathaus, aus zwei Gebäudeteilen bestehend                                                                                | Markt 12, 13 (Karte)                                 | 1855; 1912                                       | Repräsentativer Putzbau von städtebaulicher, ortsgeschichtlicher und besonderer baugeschichtlicher Bedeutung | 09209350 |
| Direkt Bild zu diesem Denkmal hochladen | Pfarrhaus | Martin-Luther-Straße 2 (Karte)                       | Kern wohl 18. Jahrhundert                        | Orts- und baugeschichtliche Bedeutung | 09209353 |
| Direkt Bild zu diesem Denkmal hochladen | Mietshaus in Ecklage in geschlossener Bebauung                                                                           | Mittelstraße 2 (Karte)                               | Um 1900                                          | Mit Laden, baugeschichtliche Bedeutung | 09246507 |
| Direkt Bild zu diesem Denkmal hochladen | Fabrikantenvilla | Mylauer Straße 8b (Karte)                            | Um 1900                                          | Orts- und baugeschichtliche Bedeutung | 09246530 |
| Weitere Bilder                          | Netzschkauer Friedhof (Sachgesamtheit)                                                                                   | Plauener Straße (Karte)                              | 1884                                             | Sachgesamtheit Friedhof Netzschkau mit folgenden Einzeldenkmalen: Kapelle und Grabstätten (10 Einzeldenkmale), siehe Einzeldenkmal 09246512; von künstlerischem und historischem Wert | 09302751 |
| Weitere Bilder                          | Kapelle und Grabstätten (10 Einzeldenkmale der ID-Nr. 09302751)                                                          | Plauener Straße (Karte)                              | 1896–1924 (Grabanlagen); 1929 (Friedhofskapelle) | Einzeldenkmale der Sachgesamtheit Netzschkauer Friedhof; von künstlerischem und historischem Wert; aufwändige Erbbegräbnisse der Familien F. A. Ketzel, Bernhard Floss, Gustav Feiler, Franz Zimmermann, Moritz Zimmermann, Popp, Opitz, Ernst Hahn und Max Schwabe                                                                             | 09246512 |
| Direkt Bild zu diesem Denkmal hochladen | Teil eines Wohnhauses (Haushälfte in Fachwerkbauweise, verputzt und verkleidet)                                          | Plauener Straße 11 (Karte)                           | Um 1800                                          | Zur historischen Stadtbebauung aus der Zeit vor dem letzten Stadtbrand gehörendes Bauwerk | 09246533 |
| Direkt Bild zu diesem Denkmal hochladen | Mietshaus in geschlossener Bebauung                                                                                      | Plauener Straße 13 (Karte)                           | Um 1895                                          | Baugeschichtliche Bedeutung | 09246534 |
| Direkt Bild zu diesem Denkmal hochladen | Mietshaus in geschlossener Bebauung                                                                                      | Plauener Straße 15 (Karte)                           | Um 1895                                          | Baugeschichtliche Bedeutung und städtebauliche Bedeutung im Zusammenhang mit Nachbarbebauung | 09246535 |
| Direkt Bild zu diesem Denkmal hochladen | Mietshaus in geschlossener Bebauung                                                                                      | Plauener Straße 17 (Karte)                           | Um 1895                                          | Baugeschichtliche Bedeutung | 09246536 |
| Direkt Bild zu diesem Denkmal hochladen | Mietshaus in halboffener Bebauung                                                                                        | Plauener Straße 18 (Karte)                           | Um 1895                                          | Teil eines Doppelwohnhauses, baugeschichtliche Bedeutung | 09246537 |
| Direkt Bild zu diesem Denkmal hochladen | Wohnhaus in halboffener Bebauung, mit Einfriedung                                                                        | Plauener Straße 20 (Karte)                           | Um 1915                                          | Gutes Beispiel des Reformstils, baugeschichtliche Bedeutung | 09246538 |
| Direkt Bild zu diesem Denkmal hochladen | Wohnhaus in offener Bebauung mit Einfriedung                                                                             | Plauener Straße 22 (Karte)                           | Um 1880                                          | Architektonisch qualitätvoll gestalteter Putzbau | 09246539 |
| Direkt Bild zu diesem Denkmal hochladen | Evangelisch-Methodistische Zionskirche                                                                                   | Plauener Straße 25 (Karte)                           | 1898                                             | Neugotischer Klinkerbau in qualitätvoller Formensprache, ortsgeschichtliche und besondere baugeschichtliche Bedeutung, seit 1948 mit Jehmlich-Orgel | 09246540 |
| Direkt Bild zu diesem Denkmal hochladen | Doppelwohnhaus (Pfarrhaus)                                                                                               | Plauener Straße 27, 29 (Karte)                       | Um 1898                                          | Mit Klinkerfassade, bau- und sozialgeschichtliche Bedeutung, hoher Dokumentationswert | 09246541 |
| Direkt Bild zu diesem Denkmal hochladen | Mietshaus in halboffener Bebauung                                                                                        | Plauener Straße 31 (Karte)                           | 1915                                             | Baugeschichtlich von Bedeutung, mit ehemaliger Poliklinik und Wannenbad (Plauener Straße 33) ein Doppelhaus bildend | 09209346 |
| Direkt Bild zu diesem Denkmal hochladen | Ehemalige Poliklinik und Badeanstalt (medizinische Wannenbäder), zeitweise auch Geschäftsstelle der Sozialversicherung   | Plauener Straße 33 (Karte)                           | Um 1925                                          | Von ortsgeschichtlichem Wert | 09209345 |
| Direkt Bild zu diesem Denkmal hochladen | Villa mit Einfriedung | Querstraße 4 (Karte)                                 | Um 1880                                          | Unter anderem baugeschichtliche Bedeutung | 09246520 |
| Direkt Bild zu diesem Denkmal hochladen | Neubauernsiedlung (Sachgesamtheit)                                                                                       | Reinsdorfer Weg Siedlung 1, 2, 3, 4, 5, 6, 7 (Karte) | 1946–1948                                        | Eine der wenigen gut erhaltenen Neubauernsiedlungen Sachsens, als Siedlung geplant, durch die dominante Lage oberhalb der Stadt von landschaftsgestaltender Bedeutung | 09209339 |
| Weitere Bilder                          | Rittergut und Schloss Netzschkau (Sachgesamtheit)                                                                        | Schloßstraße 8a (Karte)                              | 1490                                             | Sachgesamtheit Rittergut und Schloss Netzschkau, mit den Einzeldenkmalen: Schloss und Einfriedungsmauer des Schlossparks sowie Schlosspark (siehe Einzeldenkmal 09209354); spätgotischer Schlossbau mit Stufengiebeln und Eckturm, Anlage von ortsgeschichtlicher, baugeschichtlicher, künstlerischer und ortsbildprägender Bedeutung           | 09300618 |
| Weitere Bilder                          | Schloss und Einfriedungsmauer des Schlossparks sowie Schlosspark (Einzeldenkmale zu ID-Nr. 09300618)                     | Schloßstraße 8a (Karte)                              | Bis 1490                                         | Einzeldenkmale in der Sachgesamtheit Rittergut und Schloss Netzschkau; spätgotischer Schlossbau mit Stufengiebel und Eckturm, Anlage von ortsgeschichtlicher, baugeschichtlicher, künstlerischer und ortsbildprägender Bedeutung | 09209354 |
| Direkt Bild zu diesem Denkmal hochladen | Wohnhaus in geschlossener Bebauung sowie Heiste                                                                          | Schloßstraße 10 (Karte)                              | Um 1800                                          | Zweigeschossiger Fachwerkbau von stadt- und baugeschichtlichem Wert | 09209363 |
| Direkt Bild zu diesem Denkmal hochladen | Wohnhaus mit Heiste | Schloßstraße 12 (Karte)                              | Um 1800                                          | Als Teil einer Hausgruppe, die vor dem letzten Stadtbrand erbaut wurde, von stadtgeschichtlichem Wert | 09209362 |
| Direkt Bild zu diesem Denkmal hochladen | Wohnhaus in geschlossener Bebauung mit Heiste                                                                            | Schloßstraße 14 (Karte)                              | Um 1800                                          | Zweigeschossiger Fachwerkbau von bau- und stadtgeschichtlichem Wert | 09209361 |
| Direkt Bild zu diesem Denkmal hochladen | Neue Schule, heute Oberschule Netzschkau (siehe auch Lindenstraße 2, Schulturnhalle)                                     | Schulstraße 3 (Karte)                                | 1892                                             | Architektonisch qualitätvolles Gebäude mit aufwändiger Innenausstattung | 09209356 |
| Direkt Bild zu diesem Denkmal hochladen | Alte Schule, heute Grundschule Netzschkau (siehe auch Lindenstraße 2, Schulturnhalle)                                    | Schulstraße 5 (Karte)                                | 1870                                             | Zeittypischer Putzbau von bau- und ortsgeschichtlichem Wert | 09209355 |
| Weitere Bilder                          | Schlosskirche | Schulstraße 7 (Karte)                                | 1838–1840                                        | Spätklassizistische Saalkirche von bau- und stadtgeschichtlicher Bedeutung an Stelle eines Vorgängerbaus (1629–1814), Predella mit Alabasterrelief des Schneeberger Bildhauers Böhm, ursprünglich mit Poppe-Orgel, ab 1908 mit Orgel von der Dresdner Orgelbaufirma Julius Jahn & Sohn, seit etwa 1981 mit Orgel von Schmidt & Berger aus Borna | 09209359 |
|                                         | Ehemalige Koch- und Haushaltungsschule                                                                                   | Schulstraße 8 (Karte)                                | Um 1910                                          | Reformstil, bau- und ortsgeschichtliche Bedeutung | 09209357 |
| Direkt Bild zu diesem Denkmal hochladen | Ehemalige Berufsschule                                                                                                   | Schulstraße 10 (Karte)                               | 1910                                             | Reformstil, bau- und ortsgeschichtlicher sowie städtebaulicher Wert | 09209358 |
| Direkt Bild zu diesem Denkmal hochladen | Mietshaus in geschlossener Bebauung                                                                                      | Schützenstraße 26 (Karte)                            | 1910                                             | Reformstil, anspruchsvolle architektonischer Gestaltung, baugeschichtliche Bedeutung | 09209334 |
| Direkt Bild zu diesem Denkmal hochladen | Mietshaus in geschlossener Bebauung                                                                                      | Schützenstraße 27 (Karte)                            | Nach 1900                                        | Baugeschichtliche Bedeutung | 09209335 |
| Direkt Bild zu diesem Denkmal hochladen | Wohnhaus in geschlossener Bebauung                                                                                       | Schützenstraße 37 (Karte)                            | Um 1905                                          | Architektonisch anspruchsvoll | 09302754 |
| Direkt Bild zu diesem Denkmal hochladen | Schwarzhammermühle: Wohnhaus und Stallgebäude eines Mühlenanwesens                                                       | Schwarzhammermühlenstraße 1, 2, 3, 4 (Karte)         | 18. Jahrhundert (Pferdestall); 1905 (Wohnhaus)   | Ortshistorische Bedeutung des Mühlenstandortes mit veränderter Bebauung (Stall im Hof, späteres Wohnhaus) | 09209817 |
| Direkt Bild zu diesem Denkmal hochladen | Wohn- und Geschäftshaus in Ecklage                                                                                       | Straße der Einheit 2 (Karte)                         | Um 1915                                          | Baugeschichtliche und städtebauliche Bedeutung | 09246516 |
| Direkt Bild zu diesem Denkmal hochladen | Wohn- und Geschäftshaus in geschlossener Bebauung                                                                        | Straße der Einheit 4 (Karte)                         | 1914                                             | Baugeschichtliche und städtebauliche Bedeutung | 09246517 |
| Direkt Bild zu diesem Denkmal hochladen | Mietshaus in geschlossener Bebauung                                                                                      | Straße der Einheit 6 (Karte)                         | Um 1915                                          | Baugeschichtliche und städtebauliche Bedeutung | 09246518 |
| Direkt Bild zu diesem Denkmal hochladen | Ehemalige Schmiede | Straße der Einheit 18 (Karte)                        | Um 1800                                          | Baugeschichtliche und ortsgeschichtliche Bedeutung | 09246519 |
| Direkt Bild zu diesem Denkmal hochladen | Kriegerdenkmal für die Gefallenen des Ersten Weltkrieges                                                                 | Straße der Einheit 22 (Karte)                        | Nach 1918                                        | Für die gefallenen Mitarbeiter der Firma Gebrüder Uebel, ortsgeschichtlich von Bedeutung | 09246513 |

## Brockau
| Bild                                    | Bezeichnung | Lage                                              | Datierung                     | Beschreibung | ID       |
| --------------------------------------- | --- | ------------------------------------------------- | ----------------------------- | --- | -------- |
| Direkt Bild zu diesem Denkmal hochladen | Pförtnerhaus und Transformatorenturm                                                                                      | Brockauer Straße 2 (Ortsteil Dungersgrün) (Karte) | 1910, Erweiterungsbauten 1927 | Von baugeschichtlichem und ortsgeschichtlichem Wert. Ehemals denkmalgeschütztes Fabrikgebäude 2017 abgerissen. | 09300673 |
| Direkt Bild zu diesem Denkmal hochladen | Wohnhaus | Friedensstraße 5 (Karte)                          | Um 1920                       | Holzhaus mit zeittypischen Details, vermutlich der Firma Christoph & Unmack, baugeschichtliche Bedeutung | 09209899 |
| Weitere Bilder                          | Sachgesamtheit Königlich-Sächsische Triangulierung („Europäische Gradmessung im Königreich Sachsen“); Station 23, Kuhberg | (auf dem Kuhberg) (Karte)                         | Bezeichnet mit 1868           | Reststück einer Triangulationssäule; Station der Königlich-Sächsischen Triangulation, Netz 1. Ordnung, wissenschaftsgeschichtlich und technikgeschichtlich von Bedeutung. Die Station 1. Ordnung in Brockau auf dem Kuhberg ist noch vorhanden, jedoch wurde der Pfeiler vor 1960 gekürzt. Bis zum ehemaligen Punkt M1 (der Stein unterhalb des Beginns der eigentlichen Säule mit Inschriftstein) ist die Vermarkung noch erhalten. Dabei ist offensichtlich das Gelände im Rahmen des Bismarckturm-Baus etwas abgetragen worden. Die ehemals unterirdisch vermarkten großen Basissteine sind mit der Oberkante sichtbar, der erste Säulenstein (ehemals auch unter der Erde) ist mit einem Betonmantel mit schräger Kante umgeben. Auf dieser Fläche befindet sich auf der Seite zum Turm eine Inschrifttafel: „Im Rahmen geogr. Vermessungen in Mitteleuropa wurde 1858 die II. Triangulation (Dreiecksmessung) im Königreich Sachsen begonnen. Sie stand unter Leitung von Prof. Chr. August Nagel (Dresden). Dabei wurde die Höhe 511 m ü. NN auf dem KUHBERG bei Netzschkau als trigonometrischer Meßpunkt I. Ordnung ausgewählt und andere Punkte von hier aus vermessen. Der Meßpunkt Nr. 23 „KUHBERG“ wurde 1864 mit einer Säule markiert, von der dieses untere Teilstück noch vorhanden ist. Die Vermessungsarbeiten waren Grundlage für die Landkartenherstellung.“ Am oberen, noch vorhandenen Stein befindet sich auf der gleichen Seite (Osten) ebenfalls eine neue metallene Tafel mit der Inschrift: „Kön. Sächs./Station/KUHBERG/der/Mitteleurop. Gradmessung/1868“, die an die ehemalige Beschriftung einen Stein höher erinnern soll. Auf der Oberfläche des Steines sind noch Zentrierungsmarkierungen vorhanden. Der Standort der Säule am Hang ist vermutlich dem Bau des Bismarckturms geschuldet. An der Säule ist kein Höhenbolzen angebracht, die Sichten sind durch Turm und hohe Bäume verwachsen. Auf der Plattform des Bismarckturms befindet sich eine gemauerte Säule mit Granitplattenabdeckung für Beobachtungen. | 09209907 |
| Weitere Bilder                          | Bismarckturm (Aussichtsturm)                                                                                              | (auf dem Kuhberg) (Karte)                         | 1900                          | Denkmal der Architekturgeschichte sowie landschaftsprägender Bau auf dem Kuhberg | 09209906 |
| Weitere Bilder                          | Gasthaus Kuhbergbaude | Kuhbergbaude 1 (Karte)                            | 1950–1960                     | Bauliches Zeugnis der Nachkriegszeit | 09209801 |
| Direkt Bild zu diesem Denkmal hochladen | Scheune | Platz der Einheit 5 (Karte)                       | Um 1895                       | Baugeschichtliche Relevanz | 09209911 |
| Direkt Bild zu diesem Denkmal hochladen | Kriegerdenkmal für die Gefallenen des Ersten Weltkrieges                                                                  | Straße der Freundschaft (Karte)                   | 1921                          | Ortsgeschichtlich von Bedeutung | 09209905 |
|                                         | Transformatorenturm | Straße der Freundschaft (Karte)                   | Um 1910                       | Ortsbildprägender Turmbau in Eisenbetonbauweise, gestalterisch versachlicht, Zeugnis der flächendeckenden Elektrifizierung seit dem ausgehenden 19. Jahrhundert, als inzwischen seltenes Zeugnis der frühen Elektrifizierung des ländlichen Raumes baugeschichtlich, ortsentwicklungsgeschichtlich und technikgeschichtlich von Bedeutung | 09209901 |
| Weitere Bilder                          | Kirche | Straße der Freundschaft (Karte)                   | 1899–1901                     | Neuromanische Saalkirche mit Jugendstilelementen, baugeschichtlich und ortsgeschichtlich von Bedeutung | 09209904 |

## Foschenroda
| Bild                                    | Bezeichnung                                       | Lage                            | Datierung | Beschreibung                                                        | ID       |
| --------------------------------------- | ------------------------------------------------- | ------------------------------- | --------- | ------------------------------------------------------------------- | -------- |
| Direkt Bild zu diesem Denkmal hochladen | Denkmal für die Gefallenen des Ersten Weltkrieges | Foschenrodaer Straße (Karte)    | 1926      | Ortsgeschichtlich von Bedeutung                                     | 09209910 |
| Direkt Bild zu diesem Denkmal hochladen | Dreiseithof mit Wohnstallhaus, Stall und Scheune  | Foschenrodaer Straße 10 (Karte) | Um 1800   | Geschlossen erhaltene Anlage u. a. von baugeschichtlicher Bedeutung | 09209909 |

## Ehemalige Denkmale

### Ehemalige Denkmale (Netzschkau)
| Bild                                    | Bezeichnung                                                      | Lage                           | Datierung           | Beschreibung                                                                          | ID       |
| --------------------------------------- | ---------------------------------------------------------------- | ------------------------------ | ------------------- | ------------------------------------------------------------------------------------- | -------- |
| Direkt Bild zu diesem Denkmal hochladen | Villa                                                            | Elsterberger Straße 19 (Karte) | Bezeichnet mit 1900 | Architektonisch wertvoller Klinkerbau von baugeschichtlichem Wert. 2015 abgerissen.   | 09209347 |
| Direkt Bild zu diesem Denkmal hochladen | Wohnhaus in geschlossener Bebauung, daneben schmiedeeisernes Tor | Fritz-Reuter-Straße 3 (Karte)  | Um 1885             | Spätklassizistisch, baugeschichtliche Bedeutung. Zwischen 2020 und 2024 abgerissen.   | 09246529 |
| Direkt Bild zu diesem Denkmal hochladen | Wohnhaus                                                         | Schloßstraße 15 (Karte)        | 1892                | Zweigeschossiges Wohnhaus mit verputztem Fachwerk. Zwischen 2008 und 2016 abgerissen. |          |

### Ehemalige Denkmale (Brockau)
| Bild                                    | Bezeichnung   | Lage                          | Datierung | Beschreibung | ID |
| --------------------------------------- | ------------- | ----------------------------- | --------- | --- | -- |
| Direkt Bild zu diesem Denkmal hochladen | Brücke        | Greizer Straße                |           | Brücke über den Mühlgraben. Zwischen 2008 und 2019 aus der Denkmalliste gestrichen.                                             |    |
| Direkt Bild zu diesem Denkmal hochladen | Wohnstallhaus | Netzschkauer Straße 1 (Karte) | Um 1800   | Schlichter Bau aus Lehm mit Fachwerk, ehemaliges Vereinshaus der Weber. Zwischen 2008 und 2019 aus der Denkmalliste gestrichen. |    |

## Tabellenlegende
- Bild: Bild des Kulturdenkmals, ggf. zusätzlich mit einem Link zu weiteren Fotos des Kulturdenkmals im Medienarchiv Wikimedia Commons. Wenn man auf das Kamerasymbol klickt, können Fotos zu Kulturdenkmalen aus dieser Liste hochgeladen werden:
- Bezeichnung: Denkmalgeschützte Objekte und ggf. Bauwerksname des Kulturdenkmals
- Lage: Straßenname und Hausnummer oder Flurstücknummer des Kulturdenkmals. Die Grundsortierung der Liste erfolgt nach dieser Adresse. Der Link (Karte) führt zu verschiedenen Kartendiensten mit der Position des Kulturdenkmals. Fehlt dieser Link, wurden die Koordinaten noch nicht eingetragen. Sind diese bekannt, können sie über ein Tool mit einer Kartenansicht einfach nachgetragen werden. In dieser Kartenansicht sind Kulturdenkmale ohne Koordinaten mit einem roten bzw. orangen Marker dargestellt und können durch Verschieben auf die richtige Position in der Karte mit Koordinaten versehen werden. Kulturdenkmale ohne Bild sind an einem blauen bzw. roten Marker erkennbar.
- Datierung: Baubeginn, Fertigstellung, Datum der Erstnennung oder grobe zeitliche Einordnung entsprechend des Eintrags in der sächsischen Denkmaldatenbank
- Beschreibung: Kurzcharakteristik des Kulturdenkmals entsprechend des Eintrags in der sächsischen Denkmaldatenbank, ggf. ergänzt durch die dort nur selten veröffentlichten Erfassungstexte oder zusätzliche Informationen
- ID: Vom Landesamt für Denkmalpflege Sachsen vergebene, das Kulturdenkmal eindeutig identifizierende Objekt-Nummer. Der Link führt zum PDF-Denkmaldokument des Landesamtes für Denkmalpflege Sachsen. Bei ehemaligen Kulturdenkmalen können die Objektnummern unbekannt sein und deshalb fehlen bzw. die Links von aus der Datenbank entfernten Objektnummern ins Leere führen. Ein ggf. vorhandenes Icon  führt zu den Angaben des Kulturdenkmals bei Wikidata.